# Tomáš Staněk
Tomáš Staněk (Praga, 13 giugno 1991) è un pesista ceco.

## Palmarès
| Anno | Manifestazione  | Sede           | Evento         | Risultato | Prestazione | Note                                     |
| ---- | --------------- | -------------- | -------------- | --------- | ----------- | ---------------------------------------- |
| 2013 | Europei U23     | Tampere        | Getto del peso | 5º        | 19,18 m     |                                          |
| 2014 | Mondiali indoor | Sopot          | Getto del peso | 12º (q)   | 20,06 m     |                                          |
| 2014 | Europei         | Zurigo         | Getto del peso | 14º (q)   | 19,61 m     |                                          |
| 2015 | Europei indoor  | Praga          | Getto del peso | nm (q)    | nm (q)      |                                          |
| 2015 | Mondiali        | Pechino        | Getto del peso | 19º (q)   | 19,64 m     |                                          |
| 2016 | Mondiali indoor | Portland       | Getto del peso | 16º       | 19,46 m     |                                          |
| 2016 | Giochi olimpici | Rio de Janeiro | Getto del peso | 20º (q)   | 19,76 m     |                                          |
| 2017 | Europei indoor  | Belgrado       | Getto del peso | Argento   | 21,43 m     | Miglior prestazione personale            |
| 2017 | Mondiali        | Londra         | Getto del peso | 4º        | 21,41 m     |                                          |
| 2018 | Mondiali indoor | Birmingham     | Getto del peso | Bronzo    | 21,44 m     |                                          |
| 2018 | Europei         | Berlino        | Getto del peso | 4º        | 21,16 m     |                                          |
| 2019 | Europei indoor  | Glasgow        | Getto del peso | Bronzo    | 21,25 m     | Miglior prestazione personale stagionale |
| 2019 | Mondiali        | Doha           | Getto del peso | 10º       | 20,79 m     |                                          |
| 2021 | Europei indoor  | Toruń          | Getto del peso | Oro       | 21,62 m     | Miglior prestazione personale stagionale |
| 2021 | Giochi olimpici | Tokyo          | Getto del peso | 17º (q)   | 20,47 m     |                                          |
| 2022 | Mondiali indoor | Belgrado       | Getto del peso | 14º       | 19,93 m     |                                          |
| 2022 | Europei         | Monaco         | Getto del peso | Bronzo    | 21,26 m     |                                          |
| 2023 | Europei indoor  | Istanbul       | Getto del peso | Argento   | 21,90 m     | Miglior prestazione personale stagionale |
| 2023 | Mondiali        | Budapest       | Getto del peso | 16º (q)   | 20,41 m     |                                          |
| 2024 | Mondiali indoor | Glasgow        | Getto del peso | 11º       | 20,31 m     |                                          |
| 2024 | Europei         | Roma           | Getto del peso | 5º        | 20,88 m     |                                          |
| 2024 | Giochi olimpici | Parigi         | Getto del peso | 10º       | 20,37 m     |                                          |
| 2025 | Europei indoor  | Apeldoorn      | Getto del peso | Bronzo    | 20,75 m     |                                          |

## Campionati nazionali
- 1 volta campione nazionale indoor del getto del peso (2014)

2014
- Argento ai campionati nazionali cechi, getto del peso - 20,27 m

## Altre competizioni internazionali
2014
- 6º agli Europei a squadre ( Braunschweig), getto del peso - 19,52 m

2015
- Bronzo al Golden Spike Ostrava ( Ostrava), getto del peso - 20,02 m
- Bronzo al Golden Gala Pietro Mennea ( Roma), getto del peso - 20,64 m
- Oro agli Europei a squadre (First League) ( Candia), getto del peso - 19,67 m